# I. Stanford Jolley
I. Stanford Jolley (Morristown, 24 ottobre 1900 – Woodland Hills, 7 dicembre 1978) è stato un attore statunitense.
Ha recitato in 280 film dal 1935 al 1972 ed è apparso in oltre 80 produzioni televisive dal 1951 al 1976. È stato accreditato anche con i nomi I Stan Jolley, I. Stan Jolley, J. Stanford Jolley, I. Stanford Jolley, Stanford Jolley, Stan Jolley, Stan Jolley, I. Stan Jolly e Stan Jolly.  Conosciuto per la sua corporatura esile, il viso stretto e i sottili baffi, Jolley interpretò numerosi ruoli, molti non accreditati, in particolare quelli di cattivi e scagnozzi nei film western.

## Biografia
I. Stanford Jolley nacque a Morristown, in New Jersey, il 24 ottobre 1900. Da bambino seguì il padre con il suo circo itinerante e cominciò la sua carriera artistica da ragazzo nel vaudeville. Si esibì dapprima a Broadway nei primi anni venti, quindi lavorò per un breve periodo in radio. Fece il suo debutto sul grande schermo nel 1935, non accreditato, nel film Miss prima pagina. Continuò ad interpretare numerosi western sia per il cinema che per la televisione, in ruoli spesso secondari e dando a vita a più personaggi per serie televisiva in veste di guest star.
La sua ultima apparizione sullo schermo avvenne nell'episodio Day of Outrage della serie televisiva Racconti della frontiera, andato in onda il 27 ottobre 1976, che lo vede nel ruolo di un ubriaco.
Morì a Woodland Hills, in California, il 7 dicembre 1978 e fu seppellito al Forest Lawn Memorial Park di Hollywood Hills. Jolley e sua moglie, Emily Mae o "Peggy" Jolley (1901-2003), ebbero due figli: il direttore artistico Stanford Jolley Jr., conosciuto come Stan Jolley (1926-2012), e Sandra Jolley Carson (1919-1986), l'ex moglie dell'attore Forrest Tucker e vedova dell'attore Jack Carson.

## Filmografia

### Cinema
- Miss prima pagina (Front Page Woman), regia di Michael Curtiz (1935)

- Agente K7 (Special Agent K-7), regia di Bernard B. Ray (1936)
- Hot Money, regia di William C. McGann (1936)
- Ride, Ranger, Ride, regia di Joseph Kane (1936)
- Ghost-Town Gold, regia di Joseph Kane (1936)
- The Big Show, regia di Mack V. Wright e Joseph Kane (1936)
- The Bold Caballero, regia di Wells Root (1936)
- The Old Corral, regia di Joseph Kane (1936)
- Dick Tracy, regia di Alan James e Ray Taylor (1937)
- Swing It Professor, regia di Marshall Neilan (1937)
- È nata una stella (A Star Is Born), regia di William A. Wellman (1937)
- L'uomo di bronzo (Kid Galahad), regia di Michael Curtiz (1937)
- Vendetta (They Won't Forget), regia di Mervyn LeRoy (1937)
- Modella di lusso (Vogues of 1938), regia di Irving Cummings (1937)
- Atlantic Flight, regia di William Nigh (1937)
- Luna di miele a tre (A Bride for Henry), regia di William Nigh (1937)
- Nation Aflame, regia di Victor Halperin (1937)
- Boy of the Streets, regia di William Nigh (1937)
- The Singing Outlaw, regia di Joseph H. Lewis (1937)
- Port of Missing Girls, regia di Karl Brown (1938)
- Maid's Night Out, regia di Ben Holmes (1938)
- Muraglia inviolabile (Over the Wall), regia di Frank McDonald (1938)
- Woman Against Woman, regia di Robert B. Sinclair (1938)
- Heroes of the Hills, regia di George Sherman (1938)
- A Christmas Carol, regia di Edwin L. Marin (1938)
- Kentucky, regia di David Butler (1938)
- La preda (The Lone Wolf Spy Hunt), regia di Peter Godfrey (1939)
- Navy Secrets, regia di Howard Bretherton (1939)
- Vendetta (The Mystery of Mr. Wong), regia di William Nigh (1939)
- Rough Riders' Round-up, regia di Joseph Kane (1939)
- Street of Missing Men, regia di Sidney Salkow (1939)
- S.O.S. Tidal Wave, regia di John H. Auer (1939)
- Città cinese (Mr. Wong in Chinatown), regia di William Nigh (1939)
- Il conte di Essex (The Private Lives of Elizabeth and Essex), regia di Michael Curtiz (1939)
- Gli ammutinati (Mutiny in the Big House), regia di William Nigh (1939)
- L'ora fatale (The Fatal Hour), regia di William Nigh (1940)
- Hidden Enemy, regia di Howard Bretherton (1940)
- Il guanto verde  (Chasing Trouble), regia di Howard Bretherton (1940)
- Midnight Limited, regia di Howard Bretherton (1940)
- Son of the Navy, regia di William Nigh (1940)
- La via dell'oro (Queen of the Yukon), regia di Phil Rosen (1940)
- The Ape, regia di William Nigh (1940)
- Arizona, regia di Wesley Ruggles (1940)
- Rollin' Home to Texas, regia di Albert Herman (1940)
- The Trail of the Silver Spurs, regia di S. Roy Luby (1941)
- The Lone Wolf Takes a Chance, regia di Sidney Salkow (1941)
- Il segreto del p 22 (Emergency Landing), regia di William Beaudine (1941)
- L'orma rossa (Sign of the Wolf), regia di Howard Bretherton (1941)
- Una donna è scomparsa (Roar of the Press), regia di Phil Rosen (1941)
- Criminali (Criminals Within), regia di Joseph H. Lewis (1941)
- I pirati del cielo (Desperate Cargo), regia di William Beaudine (1941)
- Father Steps Out, regia di Jean Yarbrough (1941)
- Arizona Bound, regia di Spencer Gordon Bennet (1941)
- Gentleman from Dixie, regia di Albert Herman (1941)
- Road to Happiness, regia di Phil Rosen (1941)
- Man from Headquarters, regia di Jean Yarbrough (1942)
- Black Dragons, regia di William Nigh (1942)
- Arizona Roundup, regia di Robert Emmett Tansey (1942)
- Poliziotti per forza (House of Errors), regia di Bernard B. Ray (1942)
- Ultima ora (Murder in the Big House), regia di B. Reeves Eason (1942)
- Boot Hill Bandits, regia di S. Roy Luby (1942)
- Perils of the Royal Mounted, regia di James W. Horne (1942)
- The Sombrero Kid, regia di George Sherman (1942)
- Prairie Pals, regia di Sam Newfield (1942)
- Border Roundup, regia di Sam Newfield (1942)
- Outlaws of Boulder Pass, regia di Sam Newfield (1942)
- The Valley of Vanishing Men, regia di Spencer Gordon Bennet (1942)
- Dawn on the Great Divide, regia di Howard Bretherton (1942)
- The Rangers Take Over, regia di Albert Herman (1942)
- The Kid Rides Again, regia di Sam Newfield (1943)
- Bad Men of Thunder Gap, regia di Albert Herman (1943)
- Corregidor, regia di William Nigh (1943)
- Wild Horse Stampede, regia di Alan James (1943)
- Death Rides the Plains, regia di Sam Newfield (1943)
- The Black Raven, regia di Sam Newfield (1943)
- Wolves of the Range, regia di Sam Newfield (1943)
- Frontier Fury, regia di William Berke (1943)
- Frontier Law, regia di Elmer Clifton (1943)
- Batman, regia di Lambert Hillyer (1943)
- Isle of Forgotten Sins, regia di Edgar G. Ulmer (1943)
- Danger! Women at Work, regia di Sam Newfield (1943)
- Blazing Frontier, regia di Sam Newfield (1943)
- Trail of Terror, regia di Oliver Drake (1943)
- The Underdog, regia di William Nigh (1943)
- Return of the Rangers, regia di Elmer Clifton (1943)
- Man from Music Mountain, regia di Joseph Kane (1943)
- The Phantom, regia di B. Reeves Eason (1943)
- Journey Into Faith, regia di John T. Coyle (1943)
- Nabonga, regia di Sam Newfield (1944)
- What a Man!, regia di William Beaudine (1944)
- Outlaw Roundup (1944)
- Oklahoma Raiders (1944)
- Shake Hands with Murder (1944)
- Detective Kitty O'Day (1944)
- Charlie Chan in The Chinese Cat (1944)
- The Desert Hawk (1944)
- Call of the Jungle (1944)
- Brand of the Devil (1944)
- Gangsters of the Frontier (1944)
- A Wave, a WAC and a Marine (1944)
- Black Arrow (1944)
- Cyclone Prairie Rangers (1944)
- Crazy Knights (1944)
- California (Can't Help Singing), regia di Frank Ryan (1944)
- The Whispering Skull (1944)
- Lightning Raiders (1945)
- Crime, Inc. (1945)
- L'asso di picche (The Power of the Whistler) (1945)
- Trouble Chasers (1945)
- The Scarlet Clue (1945)
- Springtime in Texas (1945)
- Gangster's Den (1945)
- Mr. Muggs Rides Again (1945)
- Secret Agent X-9 (1945)
- Stagecoach Outlaws (1945)
- Frontier Fugitives (1945)
- I predoni della jungla (Jungle Raiders) (1945)
- Outlaws of the Rockies (1945)
- Flaming Bullets (1945)
- Fighting Bill Carson (1945)
- Prairie Rustlers (1945)
- Navajo Kid (1945)
- Il cavaliere mascherato (The Fighting Guardsman) (1946)
- Six Gun Man (1946)
- Ambush Trail (1946)
- Swing, Cowboy, Swing (1946)
- The People's Choice (1946)
- Terrors on Horseback (1946)
- Two-Fisted Stranger (1946)
- Daughter of Don Q (1946)
- Fiamme nella jungla (Swamp Fire) (1946)
- 'Neath Canadian Skies (1946)
- L'erede di Robin Hood (Son of the Guardsman) (1946)
- The Crimson Ghost (1946)
- North of the Border (1946)
- Silver Range (1946)
- Wild West (1946)
- Wild Country (1947)
- West of Dodge City (1947)
- Trailing Danger (1947)
- Land of the Lawless, regia di Lambert Hillyer (1947)
- La cavalcata del terrore (The Romance of Rosy Ridge), regia di Roy Rowland (1947)
- The Black Widow (1947)
- Canaglia eroica (The Prince of Thieves), regia di Howard Bretherton (1948)
- Check Your Guns (1948)
- Oklahoma Blues (1948)
- Tex Granger: Midnight Rider of the Plains (1948)
- Dangers of the Canadian Mounted (1948)
- Feudin', Fussin' and A-Fightin' (1948)
- Superman (1948)
- The Fighting Ranger, regia di Lambert Hillyer (1948)
- Congo Bill (1948)
- Adventures of Frank and Jesse James (1948)
- Gunning for Justice (1948)
- Giovanna d'Arco (Joan of Arc) (1948)
- Gong fatale (Whiplash) (1948)
- Gun Law Justice (1949)
- The Lone Wolf and His Lady (1949)
- Il doppio segno di Zorro (Ghost of Zorro) (1949)
- La legge di Robin Hood (Rimfire) (1949)
- Billy il mancino (Son of Billy the Kid) (1949)
- Desert Vigilante (1949)
- Duello infernale (Stampede) (1949)
- King of the Rocket Men (1949)
- Trouble at Melody Mesa (1949)
- Occhio per occhio (Calamity Jane and Sam Bass) (1949)
- Haunted Trails (1949)
- Roll, Thunder, Roll! (1949)
- Bandit King of Texas (1949)
- Mary Ryan, Detective (1949)
- Bodyhold (1949)
- Iwo Jima, deserto di fuoco (Sands of Iwo Jima) (1949)
- Donna in fuga (Woman in Hiding) (1950)
- Il barone dell'Arizona (The Baron of Arizona) (1950)
- Hostile Country (1950)
- Pelle di bronzo (Comanche Territory) (1950)
- Frecce avvelenate (Rock Island Trail) (1950)
- Colorado Ranger (1950)
- Colpo di scena a Cactus Creek (Curtain Call at Cactus Creek) (1950)
- Sierra (1950)
- Fast on the Draw (1950)
- Trigger, Jr. (1950)
- Desperadoes of the West (1950)
- Nessuno deve amarti (The Return of Jesse James) (1950)
- Pirates of the High Seas (1950)
- Il sentiero degli Apaches (California Passage) (1950)
- Texans Never Cry (1951)
- La prova del fuoco (The Red Badge of Courage) (1951)
- Canyon Raiders (1951)
- Don Daredevil Rides Again (1951)
- Nevada Badmen (1951)
- Oklahoma Justice (1951)
- Whistling Hills (1951)
- Lawless Cowboys (1951)
- Cattle Queen (1951)
- I violenti dell'Oregon (The Longhorn) (1951)
- Texas Lawmen (1951)
- Donne verso l'ignoto (Westward the Women) (1951)
- Captain Video, Master of the Stratosphere (1951)
- Stage to Blue River (1951)
- Il passo di Forte Osage (Fort Osage) (1952)
- 5.000 dollari per El Gringo (Waco) (1952)
- Rancho Notorious, regia di Fritz Lang (1952)
- Rodeo (1952)
- Leadville Gunslinger (1952)
- Man from the Black Hills (1952)
- The Gunman (1952)
- Topkid eroe selvaggio (Wild Stallion) (1952)
- I fuorilegge del Kansas (Kansas Territory) (1952)
- Il conquistatore del West (Wagons West) (1952)
- Dead Man's Trail (1952)
- Yukon Gold (1952])
- Fargo - La valle dei desperados (Fargo) (1952)
- Wyoming Roundup (1952)
- La grande sparatoria (The Raiders) (1952)
- Il diario di un condannato (The Lawless Breed) (1953)
- L'assalto al Kansas Pacific (Kansas Pacific) (1953)
- Le ore sono contate (Count the Hours) (1953)
- Carabina Mike tuona sul Texas (The Marksman) (1953)
- Dollari falsi per un assassino (Rebel City) (1953)
- Il terrore del Golden West (Son of Belle Starr) (1953)
- Topeka (1953)
- La città dei fuorilegge (City of Bad Men) (1953)
- Non sparare baciami! (Calamity Jane) (1953)
- Vigilante Terror (1953)
- I senza legge (Tumbleweed) (1953)
- Un killer per lo sceriffo (The Forty-Niners) (1954)
- Desperado (The Desperado) (1954)
- La campana ha suonato (Silver Lode) (1954)
- Man with the Steel Whip (1954)
- Sette spose per sette fratelli (Seven Brides for Seven Brothers) (1954)
- Two Guns and a Badge (1954)
- Bianco Natale (White Christmas) (1954)
- Day of Triumph (1954)
- Il figliuol prodigo (The Prodigal) (1955)
- I sette ribelli (Seven Angry Men) (1955)
- Kentucky Rifle (1955)
- Wichita (1955)
- I corsari del grande fiume (The Rawhide Years) (1955)
- The Violent Years (1956)
- I rapinatori del passo (Fury at Gunsight Pass) (1956)
- Alla frontiera dei Dakotas (The Wild Dakotas) (1956)
- La frustata (Backlash) (1956)
- Wetbacks (1956)
- La grande sfida (The Proud Ones) (1956)
- I Killed Wild Bill Hickok (1956)
- Ricatto a tre giurati (Three for Jamie Dawn) (1956)
- La valle dei delitti (The Young Guns) (1956)
- Il marchio dell'odio (The Halliday Brand) (1957)
- Outlaw Queen (1957)
- Lo sceriffo di ferro (The Iron Sheriff) (1957)
- Petrolio rosso (The Oklahoman) (1957)
- The Buckskin Lady (1957)
- L'uomo della legge (Gunsight Ridge) (1957)
- Pistolero senza onore (Gun Battle at Monterey) (1957)
- La legge del fucile (Day of the Badman) (1958)
- L'uomo della valle (Man from God's Country) (1958)
- La lunga estate calda (The Long, Hot Summer) (1958)
- Crash Landing (1958)
- La vendetta del tenente Brown (The Saga of Hemp Brown) (1958)
- Pistole calde a Tucson (Gunsmoke in Tucson) (1958)
- L'uomo del Texas (Lone Texan) (1959)
- Arriva Jesse James (Alias Jesse James) (1959)
- La rapina (The Rebel Set) (1959)
- Here Come the Jets (1959)
- The Miracle of the Hills (1959)
- Lo zar dell'Alaska (Ice Palace) (1960)
- Assedio all'ultimo sangue (13 Fighting Men) (1960)
- La storia di Ruth (The Story of Ruth) (1960)
- Un piede nell'inferno (One Foot in Hell) (1960)
- La squadra infernale (Posse from Hell) (1961)
- Atlantide continente perduto (Atlantis, the Lost Continent) (1961)
- The Little Shepherd of Kingdom Come (1961)
- Valley of the Dragons (1961)
- Terror at Black Falls (1962)
- The Firebrand, regia di Maury Dexter (1962)
- La città dei mostri (The Haunted Palace) (1963)
- Dollari maledetti (The Bounty Killer) (1965)
- The Restless Ones (1965)
- The Shakiest Gun in the West (1968)
- The Phynx (1970)
- La notte della lunga paura (Night of the Lepus) (1972)

### Televisione
- The Living Christ Series – miniserie TV (1951)
- Gang Busters – serie TV, un episodio (1952)
- Chevron Theatre – serie TV, un episodio (1952)
- Le avventure di Rex Rider (The Range Rider) – serie TV, 2 episodi (1953)
- Il cavaliere solitario (The Lone Ranger) – serie TV, 6 episodi (1950-1953)
- Hopalong Cassidy – serie TV, un episodio (1954)
- Mr. District Attorney – serie TV, un episodio (1954)
- The Adventures of Kit Carson – serie TV, un episodio (1954)
- Mr. & Mrs. North – serie TV, un episodio (1954)
- Annie Oakley – serie TV, un episodio (1954)
- Stories of the Century – serie TV, un episodio (1954)
- Space Patrol – serie TV, 3 episodi (1953-1954)
- Le avventure di Gene Autry (The Gene Autry Show) – serie TV, 4 episodi (1950-1954)
- Le avventure di Jet Jackson (Captain Midnight) – serie TV, episodio 1x03 (1954)
- The Adventures of Falcon – serie TV, un episodio (1954)
- Cisco Kid (The Cisco Kid) – serie TV, 10 episodi (1950-1955)
- Commando Cody: Sky Marshal of the Universe – serie TV, un episodio (1955)
- Adventures of Wild Bill Hickok – serie TV, 5 episodi (1951-1955)
- Le avventure di Campione (The Adventures of Champion) – serie TV, episodi 1x10-1x15 (1955)
- Assignment: Mexico – film TV (1956)
- Tales of the Texas Rangers – serie TV, 2 episodi (1955-1956)
- Jungle Jim – serie TV, un episodio (1956)
- The Roy Rogers Show – serie TV, 3 episodi (1952-1956)
- Adventures of Superman – serie TV, 2 episodi (1953-1957)
- Meet McGraw – serie TV, un episodio (1957)
- Lassie – serie TV, un episodio (1957)
- The Gray Ghost – serie TV, episodio 1x31 (1958)
- Il sergente Preston (Sergeant Preston of the Yukon) – serie TV, 2 episodi (1956-1958)
- Furia (Fury) – serie TV, un episodio (1958)
- Trackdown – serie TV, un episodio (1958)
- The Restless Gun – serie TV, episodio 1x35 (1958)
- Decision – serie TV, un episodio (1958)
- Disneyland – serie TV, un episodio (1958)
- Sky King – serie TV, 4 episodi (1956-1958)
- Zorro – serie TV, un episodio (1959)
- Northwest Passage – serie TV, un episodio (1959)
- Death Valley Days – serie TV, 5 episodi (1954-1959)
- Have Gun - Will Travel – serie TV, episodio 2x26 (1959)
- 26 Men – serie TV, 5 episodi (1957-1959)
- Man with a Camera – serie TV, episodio 2x01 (1959)
- The Alaskans – serie TV, episodio 1x07 (1959)
- Ricercato vivo o morto (Wanted: Dead or Alive) – serie TV, episodi 1x05-2x15 (1958-1959)
- Colt .45 – serie TV, un episodio (1960)
- Wichita Town – serie TV, 2 episodi (1960)
- Pony Express – serie TV, episodio 1x34 (1960)
- Sugarfoot – serie TV, episodi 1x02-3x20 (1957-1960)
- Assignment: Underwater – serie TV, un episodio (1960)
- Perry Mason – serie TV, 2 episodi (1960-1961)
- Tales of Wells Fargo – serie TV, 2 episodi (1957-1961)
- Le leggendarie imprese di Wyatt Earp (The Life and Legend of Wyatt Earp) – serie TV, 7 episodi (1955-1961)
- Carovana (Stagecoach West) – serie TV, episodio 1x38 (1961)
- Maverick – serie TV, 6 episodi (1958-1962)
- The Tall Man – serie TV, un episodio (1962)
- Bronco – serie TV, 4 episodi (1958-1962)
- Lawman – serie TV, 6 episodi (1958-1962)
- The Wide Country – serie TV, episodio 1x09 (1962)
- Cheyenne – serie TV, 6 episodi (1957-1962)
- The Rifleman – serie TV, un episodio (1963)
- Dakota (The Dakotas) – serie TV, episodio 1x07 (1963)
- Gli intoccabili (The Untouchables) – serie TV, un episodio (1963)
- La grande avventura (The Great Adventure) – serie TV, un episodio (1963)
- Sotto accusa (Arrest and Trial) – serie TV, episodio 1x11 (1963)
- Il fuggiasco (The Fugitive) – serie TV, un episodio (1964)
- Carovane verso il west (Wagon Train) – serie TV, 11 episodi (1958-1964)
- Gli uomini della prateria (Rawhide) – serie TV, 8 episodi (1962-1964)
- Il virginiano (The Virginian) – serie TV, 2 episodi (1963-1964)
- Daniel Boone – serie TV, 2 episodi (1964-1965)
- Profiles in Courage – serie TV, un episodio (1965)
- The Crisis (Kraft Suspense Theatre) – serie TV, un episodio (1965)
- La legge di Burke (Burke's Law)  – serie TV, 2 episodi (1964-1965)
- Branded – serie TV, un episodio (1965)
- Laredo – serie TV, 2 episodi (1965-1966)
- I forti di Forte Coraggio (F Troop) – serie TV, un episodio (1966)
- Ai confini dell'Arizona (The High Chaparral) – serie TV, episodio 1x13 (1967)
- La grande vallata (The Big Valley) – serie TV, 3 episodi (1967)
- Cimarron Strip – serie TV, episodio 1x15 (1968)
- Selvaggio west (The Wild Wild West) – serie TV, episodio 4x05 (1968)
- Bonanza – serie TV, 7 episodi (1959-1969)
- Gunsmoke – serie TV, 9 episodi (1963-1970)
- Ghost Story – serie TV, un episodio (1973)
- Alla conquista del West (The Macahans), regia di Bernard McEveety – film TV (1976)
- S.W.A.T. – serie TV, un episodio (1976)
- Racconti della frontiera (The Quest) – serie TV, un episodio (1976)